# Kusti
Kusti (arab. كوستي, Kūstī; ang. Kosti) – miasto w Sudanie, w prowincji Nil BIały, na zachodnim brzegu Nilu Białego, naprzeciw Rabaku. W 1993 roku liczyło 173 599 mieszkańców.

## Gospodarka
Ośrodek handlowy regionu rolniczego z rozwiniętym przemysłem spożywczym, cementowym i włókienniczym.

## Transport
Przez miasto przebiega ważna linia kolejowa Kolei Sudańskich, łącząca zachodnie prowincje Sudanu (miasto Nijala) i Sudan Południowy (miasto Wau) z Chartumem i Port Sudanem.
Powyżej miasta znajduje się most kolejowo-drogowy, zbudowany w 1910 roku jako pierwszy na Nilu w Sudanie.

## Zdjęcia

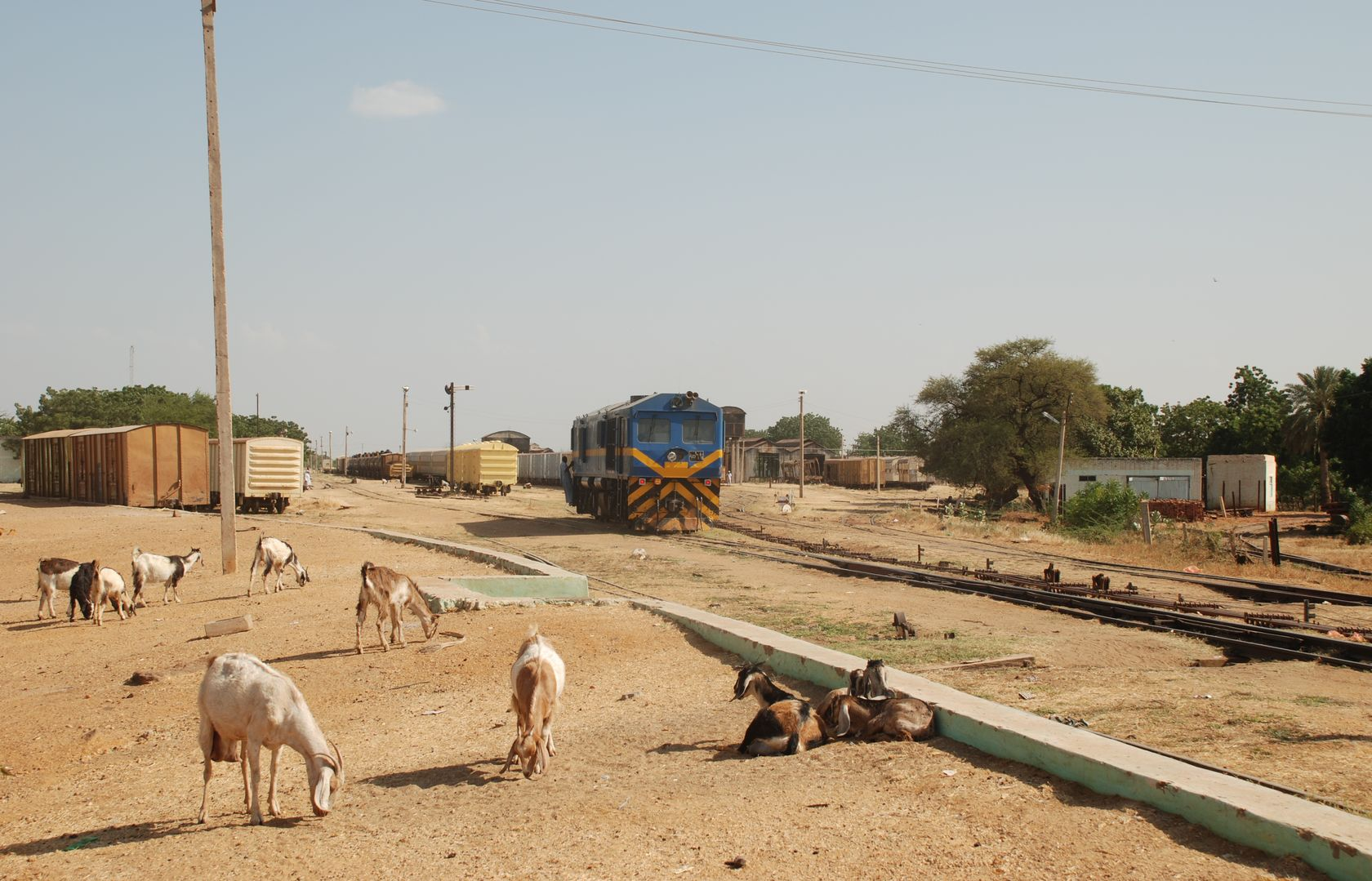
stacja kolejowa
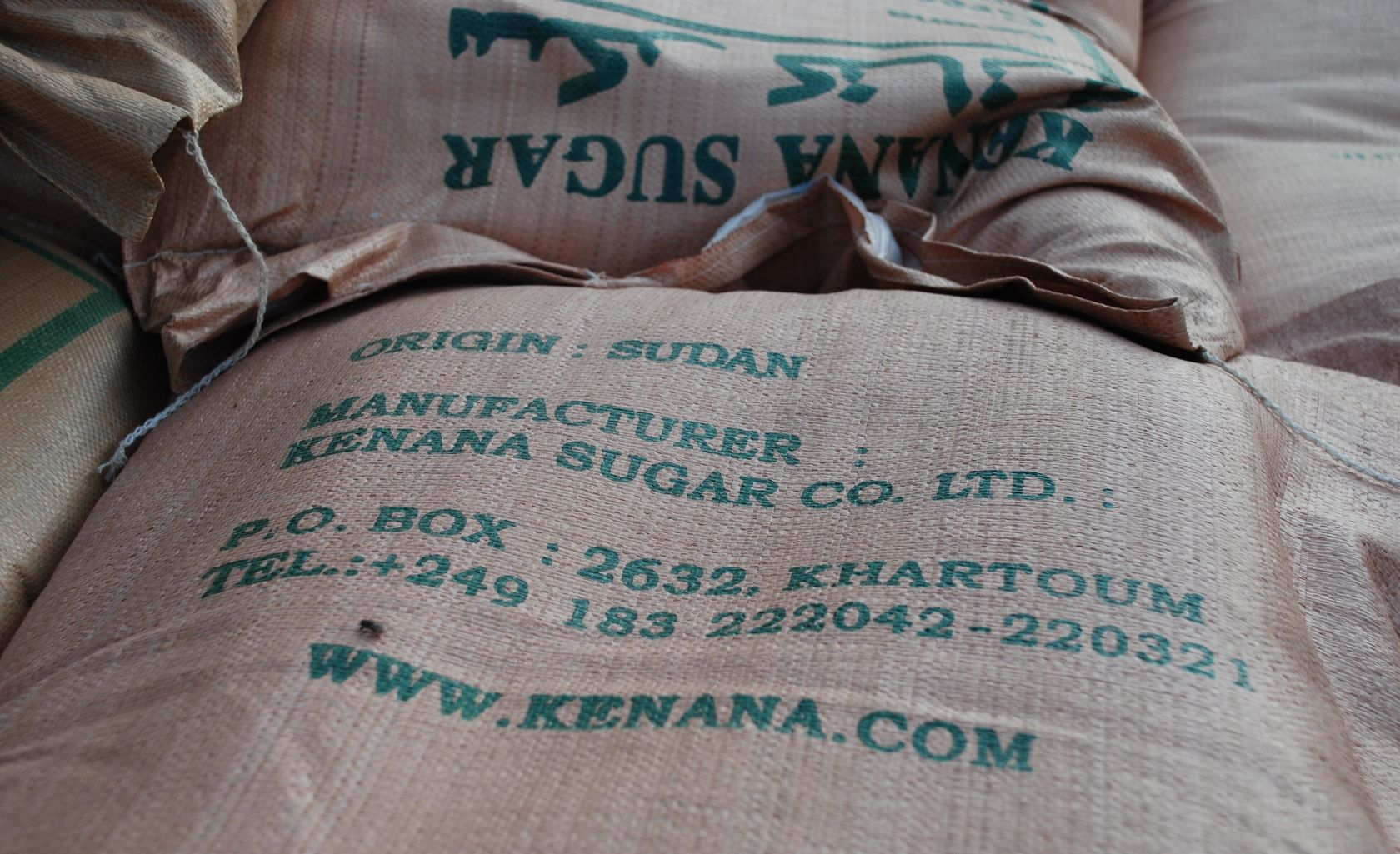
miejscowy cukier